# Kızılırmak (stad)
Kızılırmak is de hoofdstad (İlçe Merkezi) van het gelijknamige district in de provincie Çankırı in het noorden Turkije. De plaats telt 3008 inwoners (2000).

## Verkeer en vervoer

### Wegen
Kızılırmak ligt aan de provinciale weg 18-25.
Centrale districtsplaats (İlçe Merkezi): Kızılırmak
Gemeenten (Beldeler): Geen
Dorpen (Köyler):
Aşağıalagöz · Aşağıovacık · Bayanpınar · Bostanlı · Boyacıoğlu · Büyükbahçeli · Cacıklar · Güneykışla · Hacılar · Halaçlı · Kahyalı · Kapaklı · Karadibek · Karallı · Karamürsel · Karaömer · Kavlaklı · Kemallı · Korçullu · Kuzeykışla · Sakarca · Saraycık · Tepealagöz · Tımarlı · Yeniyapan · Yukarıalagöz